# Nicolai Pfeffer
Nicolai Pfeffer (Fulda, 20 settembre 1985) è un clarinettista, editore musicale e insegnante tedesco.
È inoltre professore ordinario di clarinetto presso "Talent Music Master Courses University of Music" di Brescia, Italia.

## Formazione come clarinettista
Nato a Fulda, Pfeffer ha iniziato a suonare il clarinetto all'età di 12 anni e nel 2004 ha iniziato gli studi presso l'Università di musica e danza di Colonia, dove è stato ammesso nella classe di Ralf Manno. Nel 2009 ha completato gli studi del primo ciclo ottenendo la Künstlerische Reifeprüfung e due anni dopo la laurea magistrale (Master of Music solo and Chamber Music) con il massimo dei voti. In seguito si è perfezionato presso l'Università dell'Indiana negli Stati Uniti con Howard Klug e ha partecipato a numerosi altri master internazionali e corsi di musica da camera con Sabine Meyer, Sharon Kam, Anthony Spiri, Karl Leister, Alfred Prinz, Sir Alan Hacker, e Charles Neidich.

## Attività come solista e musicista da camera
Pfeffer si è esibito con la Deutsche Kammerphilharmonie Bremen, l'Opera di Colonia, la Hr-Sinfonieorchester, la Kammerphilharmonie Bremen e l'Orchestra sinfonica di Bamberga. Nell'estate del 2018 ha fatto il suo debutto come solista con il Concerto per clarinetto di Rossini con un'edizione Urtext curata da lui stesso accompagnato dall'orchestra del Teatro alla Scala con la direzione del Maestro Fabio Luisi. Si è esibito alla Herkulessaal, la sala da concerto all'interno della Residenza di Monaco di Baviera, alla Filarmonica di Berlino, al Gewandhaus e alla Kölner Philharmonie ed è apparso in numerosi festival in Europa, Stati Uniti, Sud America e Medio Oriente.
Particolarmente importanti sono state le collaborazioni come solista con l'Orchestra della Toscana e con Markus Stenz, grazie alle quali sono stati realizzati due CD.
Come appassionato musicista da camera, Pfeffer esegue regolarmente concerti da camera con noti colleghi.

## Repertorio
Pfeffer si dedica ad un ampio repertorio, principalmente del periodo classico e romantico. Dove possibile, le sue esecuzioni sono basate sulla prassi esecutiva storica, utilizzando strumenti storici o copie di strumenti antichi.

## Insegnamento
Pfeffer è docente di clarinetto, in parte anche di didattica e metodologia, tra gli altri all'Università di musica e danza di Colonia, alla Hochschule für Musik, Theater und Medien Hannover e all'Università delle Arti di Brema. Tiene anche masterclass nazionali e internazionali e conferenze di musicologia ed è membro di giuria in concorsi nazionali e internazionali. Scrive inoltre per riviste internazionali come The Clarinet e Rohrblatt. Dall'ottobre 2022 sarà anche professore ordinario di clarinetto per i programmi Artist Diploma e University Degree presso i Talent Music Master Courses University of Music di Brescia.

## Editoria musicale
Un'altra area di attività di Pfeffer è la creazione di nuove edizioni di musica da camera e di opere per clarinetto concertante. Le edizioni prodotte finora sono considerate di riferimento internazionale. Queste edizioni, così come i suoi arrangiamenti, sono state pubblicate da G. Henle Verlag, Breitkopf & Härtel e Edition Peters. Sia lui stesso che molti altri importanti colleghi hanno usato queste edizioni nelle loro produzioni di CD e radio. Pfeffer cura anche arrangiamenti speciali per colleghi importanti come Ralph Manno, Jonathan Cohler, Andrew Marriner, Garbor Varga, Pavel Vinnitsky, Sérgio Fernandes Pires, Anette Maiburg, Sebastian Manz, Guido Schliefen, Sabine Meyer, Andreas Ottensame e il Signum Saxophone Quartet.
Nella stagione 2019/2020 le orchestrazioni realizzate da Pfeffer delle fantasie d'opera italiane sono state eseguite in anteprima dalla Dubrovnik Symphony Orchestra, dalla Israel Chamber Orchestra e dall'israeliana Raanana Symphonette. Seguirono ulteriori esecuzioni da parte di altre orchestre.
Pfeffer è curatore del repertorio per clarinetto presso Henle Verlag ed è consulente di F. Arthur Uebel nello sviluppo e nel miglioramento dei clarinetti di progettazione tedesca.

## Pubblicazioni

### Edizioni (selezione)[8]
- Max Bruch, Doppelkonzert für Klarinette (Violine), Viola und Orchester e-Moll op. 88, Francoforte sul Meno, C.F. Peters, 2010.
- Max Bruch, Acht Stücke op. 83, Edition Diewa, 2011
- Alexander Zemlinsky, Klarinettentrio d-moll op. 3, Monaco di Baviera, Edition Diewa, 2012.
- Gioachino Rossini, Introduzione e Tema con Variazioni, Breitkopf & Härtel, 2015.
- Bernhard Henrik Crusell, Klarinettenkonzert f-moll op. 5, G. Henle Verlag, 2014.
- Bernhard Henrik Crusell, Klarinettenkonzert B-dur op. 1, G. Henle Verlag, 2016.
- Bernhard Henrik Crusell, Klarinettenkonzert Es-dur op. 11, G. Henle Verlag, 2015.
- Luigi Bassi, Fantasia da concerto sopra motivi dell'opera "Rigoletto" di Giuseppe Verdi, Pfefferkorn, Leipzig, 2015 - riduzione per pianoforte, voce -, nuova edizione critica basata sulle fonti.
- Niels Wilhelm Gade, Fantasiestücke, G. Henle Verlag, 2017
- Johann Stamitz, Klarinettenkonzert B-Dur, G. Henle Verlag, 2021
- Luigi Bassi, Rigoletto-Fantasie für Klarinette, Klavier, Klarinette und Orchester, Breitkopf & Härtel (già da Pfefferkorn-Musikverlag)
- Luigi Bassi, Rigoletto-Fantasie für Klarinette und Streichorchester, TRIO Musik Edition Nowotny & Lamprecht OHG, 2021
- Johannes Brahms, Duo h-moll, TRIO Musik Edition, 2022

### Discografia
- Werke für Klarinette und Klavier von Robert Schumann, Max Reger und Alban Berg, CAvI Music 2018 (con Felix Wahl, pianoforte)[9].
- Affinità elettive // Wahlverwandtschaften Wolfgang Amadeus Mozart Klarinettenkonzert A-dur, KV 622, Rondo KV 373 (arr. Nicolai Pfeffer), Sperai vicino il lido KV 368 (arr. Andreas Tarkmann), Symphonie Nr. 29 A-dur KV 201; Nicolai Pfeffer, clarinetto; Orchestra della Toscana; direttore Markus Stenz, NovAntiqua Records NA55 2021[10].